# Guy Claude Roland de Laval
Guy Claude Roland de Laval (* 5. November 1677; † 14. November 1751 auf Schloss Châton in Parigné-l’Évêque), genannt le Comte de Laval, Baron de La Faigne, war ein französischer Militär, der zum Ende seiner Karriere zum Marschall von Frankreich befördert wurde.

## Leben
Guy Claude Roland de Laval war der Sohn von Gabriel de Laval († 1723), genannt le Comte de Laval, Baron de La Faigne, und Renée Barbe de la Forterie († 1702), Tochter von Claude Barbe, Seigneur de la Forterie. Er war Baron de La Faigne und Seigneur de Valon.
Er begann seine Militärkarriere am 14. April 1694 während des Pfälzischen Erbfolgekriegs (1688–1697) als Sous-lieutenant im Régiment du Roi. Er nahm am Marsch von Vignamont (bei Huy) nach Espierre (bei Tournai) des Marschalls François-Henri de Montmorency-Luxembourg teil (22. bis 25. August), an der Bombardierung von Brüssel (13. bis 15. August 1695) und der Belagerung von Ath (15. Mai bis 5. Juni 1697).
Im Spanischen Erbfolgekrieg (1701–1714) wurde er am 17. Februar 1701 Kapitän im gleichen Regiment beim Flandernfeldzug unter Marschall Boufflers. Am 14. Januar 1702 wurde er Colonel eines neu aufgestellten Infanterieregiments unter seinem Namen, mit dem er 1704 am Flandernfeldzug teilnahm. Am 9. Februar 1705 wurde er Colonel-lieutenant im Régiment de Bourbon. Er nahm dann am Angriff auf die Weißenburger Linien teil (3. Juli 1705), marschierte von dort zu Dauphiné-Armee, mit der er bei der Eroberung von Soncino (23. Oktober 1705) und der Eroberung von Montmélian (11. Dezember 1705) kämpfte. Bei der Belagerung von Nizza, das am 4. Januar 1706 kapitulierte, erlitt er zwei Verwundungen durch Kanonenkugeln. Er nahm an der Schlacht von Turin (7. September 1706) teil und an der Aufhebung der Belagerung von Toulon (22. August 1707).
1708 diente er in der Rheinarmee. 1709 nahm er in der Flandernarmee an der Belagerung von Tournai teil, bei der seine linke Hand durch eine Bombenexplosion schwer verletzt wurde. Am 29. März 1710 wurde er zum Brigadier ernannt. Er kämpfte beim Angriff auf das befestigte Arleux (3. Juli 1711). Am 10. Juli 1712 schlug er ein Korps von 3000 Mann bei Valenciennes. Er kämpfte in der Schlacht bei Denain (24. Juli 1712), bei den Eroberungen von Marchiennes, Douai und Le Quesnoy (September 1712), dessen Kommandant er anschließend wurde. 1713 nahm er an der Übergabe von Speyer, Worms und Kaiserslautern teil, sowie der Belagerung von Landau, das am 20. August kapitulierte, dem Sieg über General Vaubonne (20. September 1713), sowie der Besetzung von Freiburg im Breisgau durch Claude-Louis-Hector de Villars gegen Ende des Krieges.
Am 1. Februar 1719 wurde er zum Maréchal de camp befördert, am 23. Januar 1722 zum Gouverneur von Philippeville ernannt.
Während des Polnischen Thronfolgekriegs (1733– 1738) nahm er mit der Rheinarmee am Angriff auf die Ettlinger Linie teil, an der Belagerung von Philippsburg (2. Juni bis 18. Juli 1734) und an der Belagerung von Worms, das am 23. Juli kapitulierte. Am 1. August 1734 wurde er zum Lieutenant-général des Armées du Roi befördert.
Vom 16. August 1741 bis zum 1. Mai 1744 führte er das Kommando im Pays Messien, ab dann in Lothringen. Am 20. September 1744 erhielt er zusätzlich das Gouvernement von Béthune, für das er das Kommando in Philippeville abgab.
Am 17. September 1747 wurde er im Feldlager von Hamal in Brabant zum Marschall von Frankreich ernannt. Er gab daraufhin am 31. Oktober das Kommando in Lothringen auf, legte seinen Eid als Marschall am 3. Dezember ab und zog sich anschließend ins Privatleben zurück.

## Ehe und Familie
Am 29. Juni 1722 heiratete er Marie-Élisabeth de Rouvroy de Saint-Simon (* 10. März 1698; † 4. Januar 1762 Paris), Tochter von Eustache Titus de Rouvroy, Marquis de Saint-Simon, und Claude Eugénie de Hauterive. Ihre Kinder, die den Namen de Montmorency-Laval trugen, waren:
- Marie Louise (* 31. März 1723; † guillotiniert Paris 24. Juni 1794), letzte Äbtissin von Saint-Pierre de Montmartre
- Gui Claude Louis (* 9. März 1724; † 21. April 1726)
- Cyprien Jacques Roland (* 31. März 1725; † jung)
- Charles Louis (* 12. April 1727; † 21. August 1727)
- Joseph Pierre (* 28. März 1729, X in der Schlacht bei Hastenbeck 31. Juli 1757), Comte de Laval-Montmorency, Seigneur de Valon-Maigné et Crenon; ⚭ Paris 15. April 1749[7] Elisabeth Renée de Maupeou (* Paris 23. Januar 1729; † ebenda 4. Dezember 1759), Tochter von René Théophile de Maupéou, Marquis de Sablonnières, und Jeanne Renée Blanchard de Banneville
- Henriette Louise (* 29. Juni 1733); ⚭ 18. März 1747 Bleickard Maximilian Augustin Graf von Helmstatt, Grundherr zu Neckarbischofsheim (Helmstatt)

Guy Claude Roland de Laval starb am 14. November 1751 auf Schloss Châton in Parigné-l'Évêque bei Le Mans.